# معبد بن كعب بن مالك
معبد بن كَعْب بن مَالك الْأنْصَارِيّ السّلمِيّ الْمَدَنِيُّ، (تُوفي سنة 101 هـ) من الأئمة الثقات.

## حياته
هو معبد بن كعب بْن مالك بْن أبي كعب بْن القين بن كعب. أمّه هي عُميرة بنت جُبير بن صخر بن أميّة بن خنساء بن عُبيد من بني سَلِمة. وَلَد معبد: كعبًا، وأمّ كلثوم وأمّهما حفصة بنت النعمان ابن جُبير بن صخر بن أميّة بن خنساء من بني عُبيد.

## روايته للحديث النبوي
- روى عن: أبي قتادة، وجابر بن عبد الله، ولم يرو عن أبيه بل عن أخويه عَبْدِ اللَّهِ، وَعُبَيْدِ اللَّهِ عَنْ أَبِيهِمَا.
- وَعَنْهُ: العلاء بن عبد الرحمن، ووهب بن كيسان، وعقيل بن خالد، ومحمد بن إسحاق.[1][5]
- الجرح والتعديل: أبو حاتم بن حبان البستي: «ذكره في الثقات». قال أحمد بن حنبل: «آل كعب كلهم ثقات». قال أحمد بن صالح الجيلي: «ثقة». قال ابن حجر العسقلاني: «ثقة». قال مصنفوا تحرير تقريب التهذيب: «ثقة، فقد روى عنه جمع، وروى له البخاري ومسلم في صحيحيهما، ولا نعلم فيه جرحا».[2]

## طالع أيضًا
- كعب بن مالك
- عبيد الله بن كعب بن مالك
- عبد الله بن كعب بن مالك
- كبشة بنت كعب بن مالك